# 群馬県立桐生南高等学校

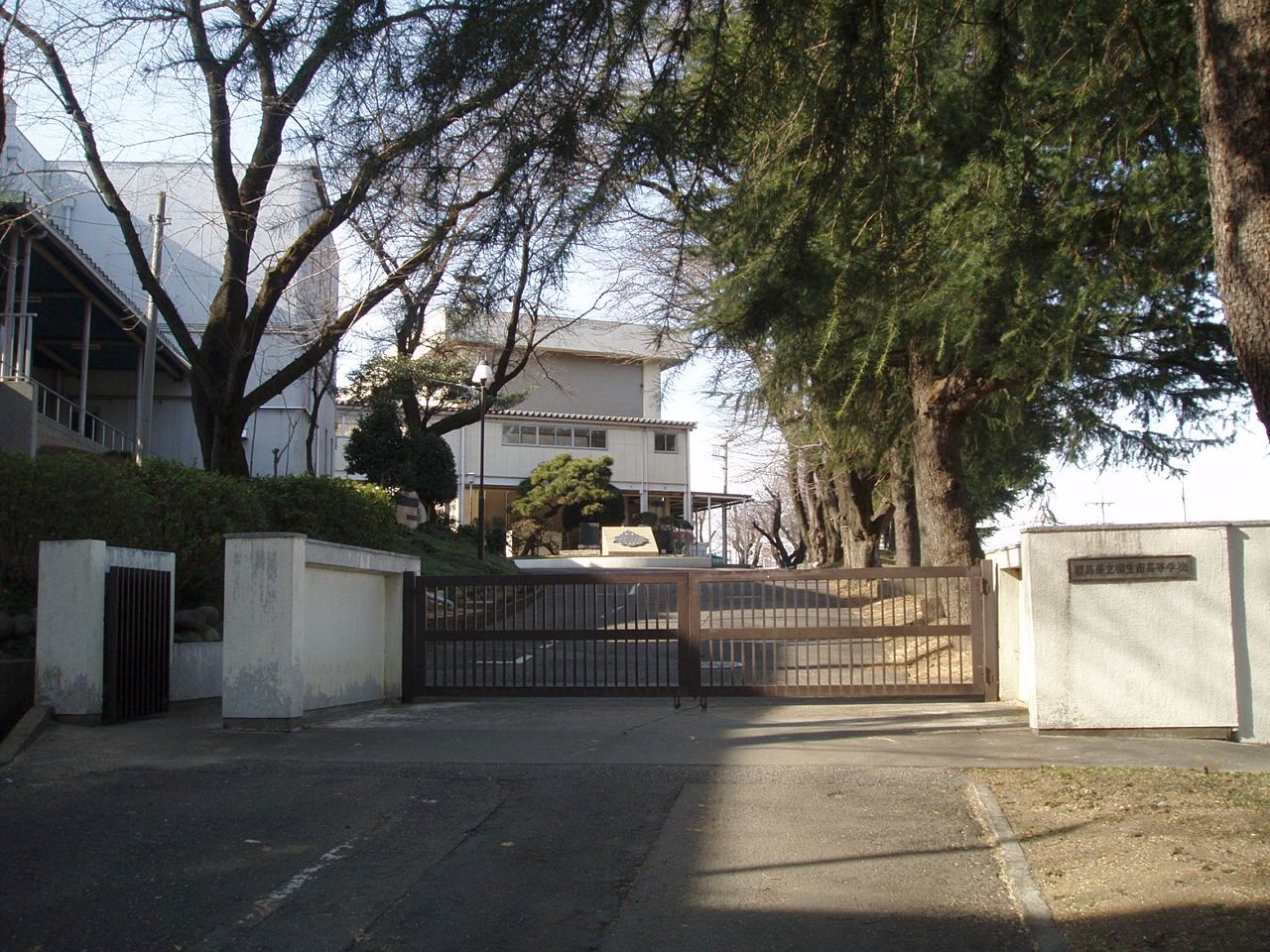
南高坂側の門

群馬県立桐生南高等学校（ぐんまけんりつ きりゅうみなみこうとうがっこう）は、群馬県桐生市広沢町にあった公立高等学校。通称は「桐南」（きりなん）。市内では「南高」（みなみこう・なんこう）、単に「南」（みなみ）と呼ばれることもあった。
2021年に同市内の群馬県立桐生西高等学校と統合し、群馬県立桐生清桜高等学校が開校。2021年3月31日をもって閉校となった。

## 概要
- 男女共学普通科のみからなり、1学年4クラスという小規模な学校となっていた。
- 桐生市の南端、みどり市との市境に広がる広沢丘陵の岡の上にあり、校舎からは桐生市が一望できた。
- 付近には東武鉄道の新桐生駅や阿左美駅があるが、多くの生徒が自転車通学であった。
- 多彩な学校行事が特色の1つであり、県内の多くの高校が文化祭・体育祭・球技大会を数年に1度しか開催しない中、これら全てを毎年開催する学校であった。ただしこれらの行事は一般公開を行っておらず、学校関係者・保護者以外は観覧することができなかった。
- 部活動は、陸上競技部・女子バドミントン部・映画写真部が関東大会や全国大会に出場した。また、硬式野球部も群馬県大会ベスト4を成し遂げた（2009年と2012年）。

## 学科
- 全日制課程
  - 普通科

## 校訓
燃えろ桐南
左手に雑巾 右手に辞書
- この校訓は「高校生活全てに全力で向かう心を持ち、学舎を磨き自分の心と人格を磨け。真剣に学び、社会の発展に貢献せよ」という意味である。

## 校風
愛と 和と 熱情と

## 沿革
- 1962年12月28日 - 県立学校設置規則の改正公布
- 1963年1月1日 - 群馬県立桐生南高等学校設置規則施行（全日制普通科定員600名）
- 1963年1月8日 - 開校事務開始（群馬県立桐生高等学校を仮事務所とする）
- 1963年3月30日 - 桐生市立昭和小学校内に仮校舎開設（桐生市美原町1086番地）
- 1963年4月6日 - 第1回入学式。入学者216名（男子108名・女子108名）
- 1963年6月24日 - 校地整地工事竣工
- 1964年1月31日 - 本館第1期工事竣工（鉄筋3階・2,046㎡）
- 1965年3月31日 - 本館第2期工事竣工（鉄筋3階・1,424㎡）
- 1965年11月15日 - 1回生校旗贈呈
- 1966年1月1日 - 校歌制定
- 1966年1月31日 - 体育館兼講堂竣工（鉄筋1,178㎡）
- 1966年2月16日 - 開校記念・校舎落成記念式典
- 1966年3月9日 - 南陵会（同窓会）発足式
- 1966年3月10日 - 第1回卒業式（卒業生203名）
- 1967年3月31日 - 土木第1期工事及び付属建物（鉄骨2階・206㎡）竣工
- 1968年3月27日 - 土木第2期工事竣工
- 1972年3月31日 - 第2体育館竣工（鉄筋2階・725㎡）
- 1972年10月12日 - 創立10周年記念式典
- 1972年11月15日 - 更衣室・部室竣工（鉄筋2階・140㎡）
- 1974年4月1日 - 生徒定員675名（男子9学級女子6学級）
- 1975年3月31日 - 2号館竣工（鉄筋2階・961㎡）
- 1982年3月25日 - 3号館竣工（鉄筋2階・799㎡）
- 1982年10月9日 - 創立20周年記念式典
- 1990年11月5日 - 開校記念日を11月15日と定める
- 1991年3月20日 - 校訓制定
- 1991年4月30日 - 体育館竣工（改築鉄筋2階・2,598㎡）
- 1992年3月31日 - 西門・自転車置場工事竣工
- 1992年11月7日 - 創立30周年記念式典
- 1994年11月29日 - 2号館改修工事
- 1995年3月22日 - 校庭整備
- 1999年10月20日 - トレーニングルーム工事着工
- 2000年2月28日 - トレーニングルーム竣工（鉄筋1階・208㎡）
- 2001年4月1日 - 生徒定員560名（1学年のみ男女4学級・2～3学年は男女5学級）
- 2002年1月22日 - 本館改修工事完了
- 2002年4月1日 - 生徒定員520名（1～2学年は男女4学級・3学年は男女5学級）
- 2002年11月15日 - 創立40周年記念式典
- 2003年4月1日 - 生徒定員480名（全学年男女4学級）
- 2005年3月1日 - 南高坂モニュメント（校章）設置
- 2010年4月1日 - 生徒定員520名（1学年のみ男女5学級・2～3学年は男女4学級）
- 2011年4月1日 - 生徒定員520名（2学年のみ男女5学級・1,3学年は男女4学級）
- 2012年4月1日 - 生徒定員520名（3学年のみ男女5学級・1～2学年は男女4学級）
- 2012年11月15日 - 創立50周年記念式典
- 2013年4月1日 - 生徒定員480名（全学年男女4学級）
- 2021年3月31日 - 群馬県立桐生西高等学校と統合し閉校。在校生は群馬県立桐生清桜高等学校に転籍[2]。

## 学校周辺にある施設
- 東武桐生線：新桐生駅、阿左美駅
- 国道50号
- 桐生競艇場
- 岡の上団地
- 桐生市立神明小学校
- 桐生市立神明幼稚園

## 主な学校行事
- 4月 - 入学式・対面式・1学年宿泊オリエンテーション（東毛少年自然の家）・2～3学年実力テスト・新入生歓迎ウォークラリー
- 5月 - 県総合体育大会壮行会・中間考査
- 6月 - 南陵祭・期末考査
- 8月 - 学校説明会
- 9月 - 実力テスト・南陵杯（体育祭）・球技大会
- 10月 - 中間考査
- 11月 - 校内マラソン大会・期末考査
- 12月 - 1学年研修旅行（東京）・2学年修学旅行（沖縄）
- 1月 - 大学入試センター試験激励会
- 2月 - 予餞会・学年末考査
- 3月 - 卒業式

## 進路
- 大学受験を志す生徒から、専門学校や就職を希望するものまで幅広い進路に対応できるカリキュラムを取っていた。
- 廃校前は4年制大学志望者がほとんどを占め、国公立大学合格者の割合が増加傾向にあった。

## 著名な卒業生
- 荒井正昭（オープンハウスグループ創業者）
- 岩崎利彦（元陸上競技選手）
- 佐瀬守男（ホットランド代表取締役会長、築地銀だこ創業者）
- 須藤昭男（みどり市長）
- 永井隆（ジャーナリスト）
- 中山慎也（元プロ野球選手）
- 今泉伸二（漫画家）
- 藤生雄人（競艇選手）